# Prekorin-2 dehidrogenaza
Prekorin-2 dehidrogenaza (EC 1.3.1.76, Met8p, SirC, CysG) je enzim sa sistematskim imenom prekorin-2:NAD+ oksidoreduktaza. Ovaj enzim katalizuje sledeću hemijsku reakciju
prekorin-2 + NAD+ {\displaystyle \rightleftharpoons } sirohidrohlorin + NADH + H+
Ovaj enzim katalizuje drugi od tri koraka koji dovode do formiranja sirohema iz uroporfirinogena III.

## Literatura
- Nicholas C. Price; Lewis Stevens (1999). Fundamentals of Enzymology: The Cell and Molecular Biology of Catalytic Proteins (Third изд.). USA: Oxford University Press. ISBN 019850229X.
- Eric J. Toone (2006). Advances in Enzymology and Related Areas of Molecular Biology, Protein Evolution (Volume 75 изд.). Wiley-Interscience. ISBN 0471205036.
- Branden C; Tooze J. Introduction to Protein Structure. New York, NY: Garland Publishing. ISBN 0-8153-2305-0.
- Irwin H. Segel. Enzyme Kinetics: Behavior and Analysis of Rapid Equilibrium and Steady-State Enzyme Systems (Book 44 изд.). Wiley Classics Library. ISBN 0471303097.

## Spoljašnje veze
- Precorrin-2+dehydrogenase на 